# قزل-اشمه (شهرستان چنگ‌آلای)
قزل-اشمه (به لاتین: Kyzyl-Eshme) یک منطقهٔ مسکونی در قرقیزستان است که در شهرستان چنگ‌آلای واقع شده‌است. قزل-اشمه ۱٬۰۹۱ نفر جمعیت دارد و ۲٬۵۷۹ متر بالاتر از سطح دریا واقع شده‌است.